# WRC 6
WRC 6, также известная как WRC 6 FIA World Rally Championship, — гоночная компьютерная игра, основанная на сезоне чемпионата мира по ралли 2016 года. Игра была разработана французской студией Kylotonn и издана в октябре 2016 года компанией Bigben Interactive на плтаформах Microsoft Windows, PlayStation 4 и Xbox One. Это первая видеоигра серии WRC от Kylotonn, в которой не представлены раллийные автомобили Mitsubishi и Subaru, а также первая игра, не выпущенная на консолях седьмого поколения.
В игре представлены лицензированные автомобили и ралли сезона WRC 2016 года. Тестовый автомобиль Toyota Yaris WRC был доступен в качестве дополнения к игре по предварительному заказу.

## Критика
| Сводный рейтинг | Сводный рейтинг |
| Агрегатор       | Оценка          |
| --------------- | --------------- |
| GameRankings    | 67,77 %         |

Люк Рейли из IGN оценил игру в 7,1 балл из 10, заключив: «играть в неё приятно благодаря широкому выбору жёстких трасс и добротному управлению. Пусть она и не может сравниться с DiRT Rally в выборе автомобилей и графике, но для второй игры студии выглядит достойно». Джастин Тауэлл из GamesRadar поставил игре 3,5 звезды из 5, назвав её «второй лучшей раллийной игре текущего поколения после DiRT Rally. Самая большая проблема игры — трещащий по швам игровой движок; но закройте глаза на ряд недостатков — и получите весёлый и захватывающий симулятор ралли».